# 김경재 (1901년)
김경재(金璟載, 1901년 ~ ?)는 일제 강점기에 상하이계림구락부 상무이사, 만선일보 촉탁을 역임한 사람이다. 1901년 황해도 황주에서 태어났다. 필명으로 진영철, 김세성, 김준모, 김일성, 김광석, 김광우, 방우청 등을 사용하였다.

## 대한민국 임시정부 활동
황주공립보통학교를 마친 후 1919년 3월 수원농림전문대학교를 졸업하였다. 1920년 고향에서 향촌회(鄕村會)를 조직하였으며, 신흥청년회 회장으로 지냈다. 대한민국임시정부 황해도 경무사(警務司)인 김기형(金基瀅)이 조직한 황해군비주비단에 가입하여 1920년 6월 “적의 관리(官吏)라는 점을 거부하지 않으면 생명과 재산을 빼앗는다”라는 내용의 협박 문서를 황주군 영풍면장과 황주경찰서 순사 등에게 우송하였다가 일제 경찰이 수사를 벌이자 도일(渡日)했다. 도쿄제국대학에서 농학을 공부하다가 중국 상하이로 건너가 1922년 대한민국임시정부 기관지 독립신문의 기자로 활동했다. 1922년 12월 박정건(朴貞鍵)과 함께 국한문 월간지 신한공론을 창간하고 주필을 맡아 독립운동을 고취하는 데 힘썼고, 신한독립당 비서과랑과 산업부장으로 활동했다. 1924년 황주 양성학교 교장 겸 천명학원 원장으로 재직하며 교육활동을 펼쳤다.

## 사회주의 활동
이후 경성으로 올라가 사회주의운동에 참여했다 1925년 5월 사회주의 단체인 화요회의 집행의원에 선출되었고, 7월 조선기근구제회 위원으로 활동하는 한편 조선지광,개벽,시대일보 등을 통해 문필활동을 전개했다. 1925년 12월 고려공산청년회 중앙위원을 맡았으며, 이듬해 조선공산당에 입당했다. 1926년 6월 제2차 조선공산당사건으로 검거되어 징역 2년 6개월을 선고받고 복역하다 1929년 8월 만기 출소했다. 출소 후 사회주의운동 일선에서 물러나 언론가로서 활동하며 삼천리, 혜성,별건곤 등에 진영철 등 다양한 필명으로 사회운동에 관한 글을 발표했다.

## 친일행적과 만주국 활동
1932년 7월 조선문필가협회에 발기인으로 참여하고 이후 서무부 책임자에 선임되었다. 삼천리 1938년에는 5월호에 “기고한 협화회와 조선민족의 무대” 라는 장문의 글을 통해 만주국의 건국이념과 협화회의 역할을 선정했다. 이글에서 일제의 괴뢰정권인 만주국을 “정의의 기치 밑에서 욱일승천(旭日昇天)의 세(勢)로 발전하고 있는 신흥국가”라고 칭송하고 만주국 건국이념을 “1,일만(日滿) 불가분 관계의 확립이요, 2,민족협화의 실현이고, 3,왕도낙토(王度樂土)의 완성에 있으며, 4,그는 곧 도의세계의 창건을 기도”하는 것이라고 규정했다. 또 협화회를 ‘건국정신 체득자의 집단’, ‘만주제국 정부의 정신적 모체’라고 규정하고 “국가의 시설로 협화회가 창설된 것은 만주제국의 새로운 정치적 실험이요, 관민혼연,일체협화에 관한 새로운 제도를 창조하려는 노력의 현현”이라고 역설했다. 만주국 협화회는 1932년 7월 일본 관동군의 지도와 구상 아래 ‘민족협화의 이데올로기를 내걸고 ‘만주국의 건국 정신을 실천할 전 만주의 유일한 사상적,교화적,정치적 실천단체’를 표방하며 만들어졌다. 각지에 분회를 조직하여 만주국 지배체제 안으로 민중을 끌어들이면서 항일운동에 대한 내부교란과 파괴공작, 선전선무공작을 수행하는 한편 전시동원조직으로서 역할을 담당했던 친일적 민중통제조직이었다. 1938년 12월 만주국에서 발행되는 유일한 친일 한글 신문인 만선일보가 일제의 후원 아래 대대적인 사세확장을 꾀할 때 만선일보 촉탁에 임명되어 사설반(社說班)의 일원으로서 일제의 중국침략을 옹호하는 글을 썼다.

## 중일 전쟁
1940년 지나파견군 총사령부참모부 제 2과 소속 상하이기관 촉탁에 임명되어 상하이에 남아 있던 민족주의단체 흥사단의 원동지부를 파괴하는 공작을 펼쳤다. 그 결과 같은 해 7월 흥사단 원동지부는 위원장 장덕로(張德櫓)를 비롯한 임원 명의로 흥사단 원동지부 해소성명서를 발표했고, 아울러 원동지부가 소유하고 있던 난징에 있는 1800평의 토지와 현금 300원을 지나총군사령부 상하이기관에 헌납하였다.
1940년 7월 일제의 지시로 중국 국민당 관할 지역에 거주하는 조선인들을 회유하고 귀순시키기 위한 선전방송을 기획하였으며, 8월부터 조선어 선전방송을 실시하였다. 같은해 12월 일제의 괴뢰정권인 왕징웨이정권을 옹호하는 중국어 신문이 상하이시보를 주도적으로 창간하고 부사장을 맡았으며, 1941년 4월 사장에 취임했다. 상하이시보는 1942년 4월 자진 폐간할 때까지 “반공화평과 신중화민국건설의 길로 중국 민중을 지도하기에 만난을 무릅쓰고 노력했다”고 부일협력의 공로를 인정받았다. 한편 1941년 9월부터 상하이계림구락부기관지 광화가 속간되면서 광화사 사장을 맡았다. 상하이계림구락부는 조선인의 친목, 황민의식과 내선일체 고취, 전쟁협력 등을 목적으로 설립된 친일단체로서 1943년경 상하이계림회로 명칭을 바꾸었고, 일제 패망 때까지 상하이 조선인 사회를 황민화운동과 일제의 전쟁을 수행하기 위한 전시총력체제로 내몰았다. 광화 1941년 12월호에 실린 “반도동포에게 격(檄)함”의 일부를 소개하면서 다음과 같다.
```
일어나라! 가장 정예한 황국동포여! 나가라! 친애하는 우리 반도동포여!
내선일체! 세계 인류를 위하여 광영 있는 자손을 위하여!
우리들은 일화견적, 소극적 태도를 청산하고, 모든 일에 적극적으로 나아가라!
황국의 영원한 약진발전과 대동아건설은 결정적인 일전을 남겨두고있다.
우리들은 오직 직역봉공과 신도실천에 결사적으로 철저히 할 것이다.
```